# Eric Schaeffer
Eric Schaeffer (* 22. Januar 1962 in New York City) ist ein US-amerikanischer Schauspieler, Regisseur, Filmproduzent und Drehbuchautor.

## Leben und Leistungen
Schaeffer wuchs im New Yorker Stadtviertel Upper West Side auf und studierte Dramaturgie sowie Tanzkunst auf dem Bard College. Jahrelang arbeitete er als Taxifahrer; in dieser Zeit schrieb er einen Roman, zahlreiche Drehbücher und zwei Theaterstücke. Er debütierte sowohl als Schauspieler wie auch als Regisseur und Drehbuchautor in der Independent-Komödie Wer durchdreht darf nochmal aus dem Jahr 1993. Seine zweite Arbeit als Regisseur war die Komödie Wenn Lucy springt (1996), für die er das Drehbuch schrieb und in der er neben Sarah Jessica Parker eine der Hauptrollen übernahm. Als Regisseur, Drehbuchautor, Produzent und Hauptdarsteller war er beim Drama Fall (1997) tätig. Regie, das Drehbuch und die Hauptrolle verband er erneut in der Komödie Wirey Spindell (2000). Als Regisseur, Drehbuchautor und Produzent der Komödie Never Again (2001) verzichtete er bewusst auf Beteiligung als Darsteller, weil er sich auf die Entwicklung der Geschichte für Jeffrey Tambor und Jill Clayburgh konzentrieren wollte.
Seine Transgender-Komödie Boy Meets Girl mit der Transfrau Michelle Hendley in der Hauptrolle wurde vielfach prämiert und unter anderem 2014 mit dem Iris-Preis als bester Spielfilm ausgezeichnet.

## Filmografie (Auswahl)

### Als Schauspieler
- 1993: Wer durchdreht darf nochmal (My Life’s in Turnaround)
- 1996: Wenn Lucy springt (If Lucy Fell)
- 1997: Fall
- 1998: Gunshy – Aus Leidenschaft zum Mörder (Gunshy)
- 2000: Wirey Spindell
- 2001: Eine Nacht bei McCool’s (One Night at McCool’s)
- 2004: Mind the Gap
- 2004: Marmalade
- 2004: Spanglish
- 2005: Starved (Fernsehserie)
- 2008–2009: I Can’t Believe I’m Still Single (Fernsehserie, 10 Folgen)
- 2014: Boy Meets Girl

### Als Regisseur
- 1993: Wer durchdreht darf nochmal (My Life’s in Turnaround)
- 1996: Wenn Lucy springt (If Lucy Fell)
- 1997: Fall
- 2000: Wirey Spindell
- 2001: Never Again
- 2004: Mind the Gap
- 2005: Starved (Fernsehserie)
- 2008–2009: I Can’t Believe I’m Still Single (Fernsehserie, 15 Folgen)
- 2014: Boy Meets Girl

### Als Produzent
- 1997: Fall
- 2001: Never Again
- 2004: Mind the Gap
- 2005: Starved (Fernsehserie)
- 2008: I Can’t Believe I’m Still Single (Fernsehserie, 1 Folge)
- 2014: Boy Meets Girl

### Als Drehbuchautor
- 1993: Wer durchdreht darf nochmal (My Life’s in Turnaround)
- 1996: Wenn Lucy springt (If Lucy Fell)
- 1997: Fall
- 2000: Wirey Spindell
- 2001: Never Again
- 2004: Mind the Gap
- 2005: Starved (Fernsehserie)
- 2008: I Can’t Believe I’m Still Single (Fernsehserie, 1 Folge)
- 2014: Boy Meets Girl